# Кукуево (Починковский район)
Кукуево — деревня в Починковском районе Смоленской области России. Входит в состав Климщинского сельского поселения. Население — 18 жителей (2007 год). 
Расположена в центральной части области в 17 км к юго-востоку от Починка, в 16 км восточнее автодороги А141 Орёл — Витебск, на берегу реки Слепынька. В 13 км западнее деревни расположена железнодорожная станция Энгельгардтовская на линии Смоленск — Рославль. 

## История
В годы Великой Отечественной войны деревня была оккупирована гитлеровскими войсками в июле 1941 года, освобождена в сентябре 1943 года.